# Karoline von Wartensleben

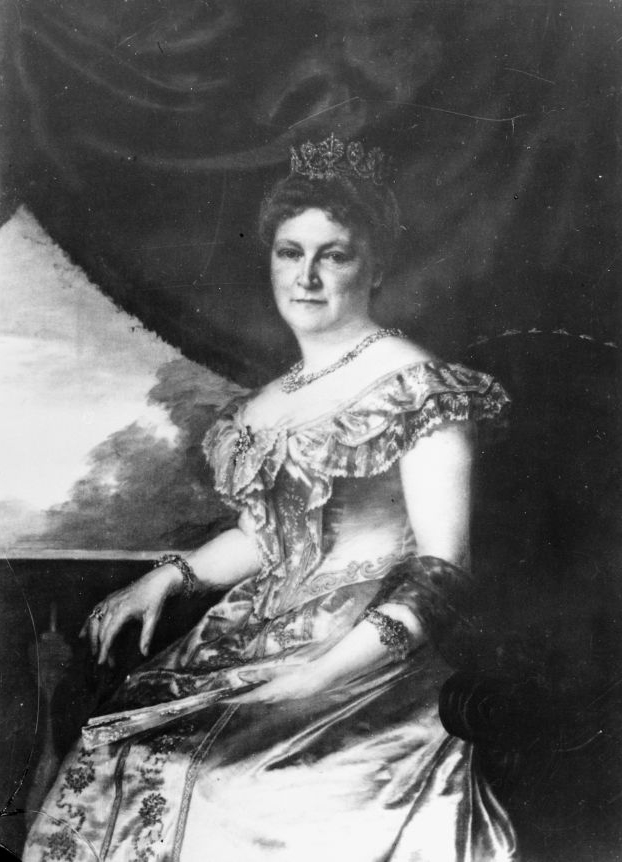
Karoline von Wartensleben

Karoline Friederike Cäcilie Klothilde Gräfin von Wartensleben (Mannheim, 6 april 1844 – Detmold, 10 juli 1905) was de grootmoeder van vaderskant van prins Bernhard van Lippe-Biesterfeld (1911-2004) en dus een betovergrootmoeder van koning Willem-Alexander der Nederlanden.
Zij was een dochter van Leopold Otto Friedrich Graf von Wartensleben (1818-1846) en Mathilde Halbach (1822-1844). Ze trouwde te Neuhof in de provincie Posen op 16 september 1869 met Ernst van Lippe-Biesterfeld (1842-1904), regent van het vorstendom Lippe van 1897 tot 1904. Ze kregen zes kinderen, onder wie prins Bernhard van Lippe (1872-1934), die morganatisch getrouwd was met prinses Armgard zur Lippe-Biesterfeld, geb. von Cramm (1883-1971). Bernhard en Armgard kregen twee zonen, onder wie prins Bernhard, de echtgenoot van koningin Juliana en de vader van koningin Beatrix.

## Titel
In de opvolgingskwestie van het vorstendom Lippe in 1904-1905 was George van Schaumburg-Lippe van mening dat Karoline (die behoorde tot een in de 18e eeuw tot grafelijk verheven niet-regerende familie uit de lagere Duitse adel) niet ebenbürtig was om de dynastieke titel van vorstin van Lippe te dragen. Het Reichsgericht kwam eraan te pas, dat overwoog dat in 1897 een bemiddelingsraad onder leiding van koning Albert van Saksen aan Ernst van Lippe-Biesterfeld het regentschap over het vorstendom Lippe had toegewezen om te regeren namens de geesteszieke vorst Alexander. De bemiddelingsraad had toen geconcludeerd dat de dynastieke status van huwelijken tussen heersers van Lippe en leden van de lagere adel voor de totstandkoming van de Duitse Bond in 1815 nooit in twijfel was getrokken - noch in rechtszaken, noch in de huwelijkspraktijk - en dat er daarna geen beleidswijzigingen hadden plaatsgevonden. Derhalve bepaalde het Reichsgericht dat de nakomelingen van de regent en Karoline op grond van het in 1869 gesloten huwelijk wel degelijk mochten gelden als leden van een vorstelijke dynastie.
De zes kinderen van Ernst van Lippe-Biesterfeld en Karoline von Wartensleben droegen allen bij hun geboorte de titel Graaf of Gravin van Lippe-Biesterfeld en verwierven door de uitspraak van 1905 de erfelijke titel Prins of Prinses van Lippe. Onder hen dus ook Bernhard sr. (de vader van prins Bernhard) en zijn broer Leopold, welke laatste, als oudste zoon van Ernst en Karoline, op 25 oktober 1905 de nieuwe vorst Leopold IV van Lippe werd.